# Dendrobium patentifiliforme
Dendrobium patentifiliforme là một loài thực vật có hoa trong họ Lan. Loài này được Hosok. mô tả khoa học đầu tiên năm 1942.